# Conserjes
Conserjes es una serie de televisión venezolana producida y transmitida por RCTV en el año 1997. Original de Carlos Pérez y bajo la dirección general de Renato Gutiérrez, protagonizada por Marialejandra Martín e Iván Tamayo, esta serie fue emitida por 52 capítulos de media hora.

## Sinopsis
La historia se inicia cuando dos jóvenes Marcia y Ángel Amado, llegan coicidentalmente una consejería buscando un lugar para vivir y dinero para sobrevivir en la capital. Ella, estudiante de medicina, y él de comunicación social, fingirán ser casados para conseguir el trabajo y de esta manera finalizar sus estudios. A partir de este momento protagonizarán una serie de vivencias y enredos que se suscitarán en sólo unos metros cuadrados que tiene el lugar en el cual comparte el día a día. Entre Marcia y Ángel Amado hay un ingrediente muy jovial, romántico y sensual, puesto que son un hombre y una mujer al borde del amor, pero que parecen imposibilitados de concretar algo, pues ante todo cuentan con una genuina y bonita amistad. Por otra parte, Paca y Pepe, miembros de la junta de condominio, acosarán a Marcia y Ángel Amado para descubrir la verdad que ellos pueden ocultar. Serán estos insidiosos personajes quienes tratarán de "velar" por la rectitud y las buenas costumbres en el edificio. Aleisi es el vigilante de buen corazón y novio de Bartola, quien se encarga de proveer todos los buenos y candentes chistes a toda vecindad. Al mismo tiempo, Lolo, un cuarentón solitario, le dará un toque festivo a la serie, y será un gran amigo y confidente para los conserjes. Todos ellos serán los protagonistas de las incidencias y desmanes que se originarán en este singular edificio, compartiendo gratos y malos momentos que harán en esta serie una producción de humor y entretenimiento para toda la familia.

## Elenco
- Marialejandra Martín - Marcia
- Iván Tamayo - Ángel Amado
- Araceli Prieto - Paca
- Antonio Cuevas - Pepe
- Yván Romero - Aleisi
- Ileana Alomá - Bartola
- Hernán Marcano - Lolo

## Libretos de escritores
- Original de: Carlos Pérez
- Escrita por: Carlos Pérez, Manuel Mendoza, Neyda Padilla

- Datos: Q30901169